# Педру III (Португалия)
Педру III Португалски, строителят (на португалски: Pedro III de Portugal, o Edificado), роден Педру Клементе Франчазо Жозе Антонио де Браганза (на португалски: Pedro Clemente Francisco José António de Bragança) е крал de uxoris, заедно със съпругата си доня Мария от коронацията им в 1777 г. до смъртта си в 1786 г.

## Произход
Син на крал Жуау V и кралица Мариа Анна, Педру е по-малък брат на крал Жозе I.
Педро се жени за племенницата си Мариа, инфанта и наследница на португалския трон в 1760 г. След смъртта на крал Жозе I, доня Мария и Перду заемат престола заедно. Двамата имат общо осем деца като най-голямото Жуау VI наследява Мария на престола през 1816 г.
Педру не проявява желание да се занимава с държавни дела, избирайки да прекарва времето си в лов и религиозни практики. Защитава благородничеството и организира петиции за участниците в аферата Тавора.